# Dispensaire

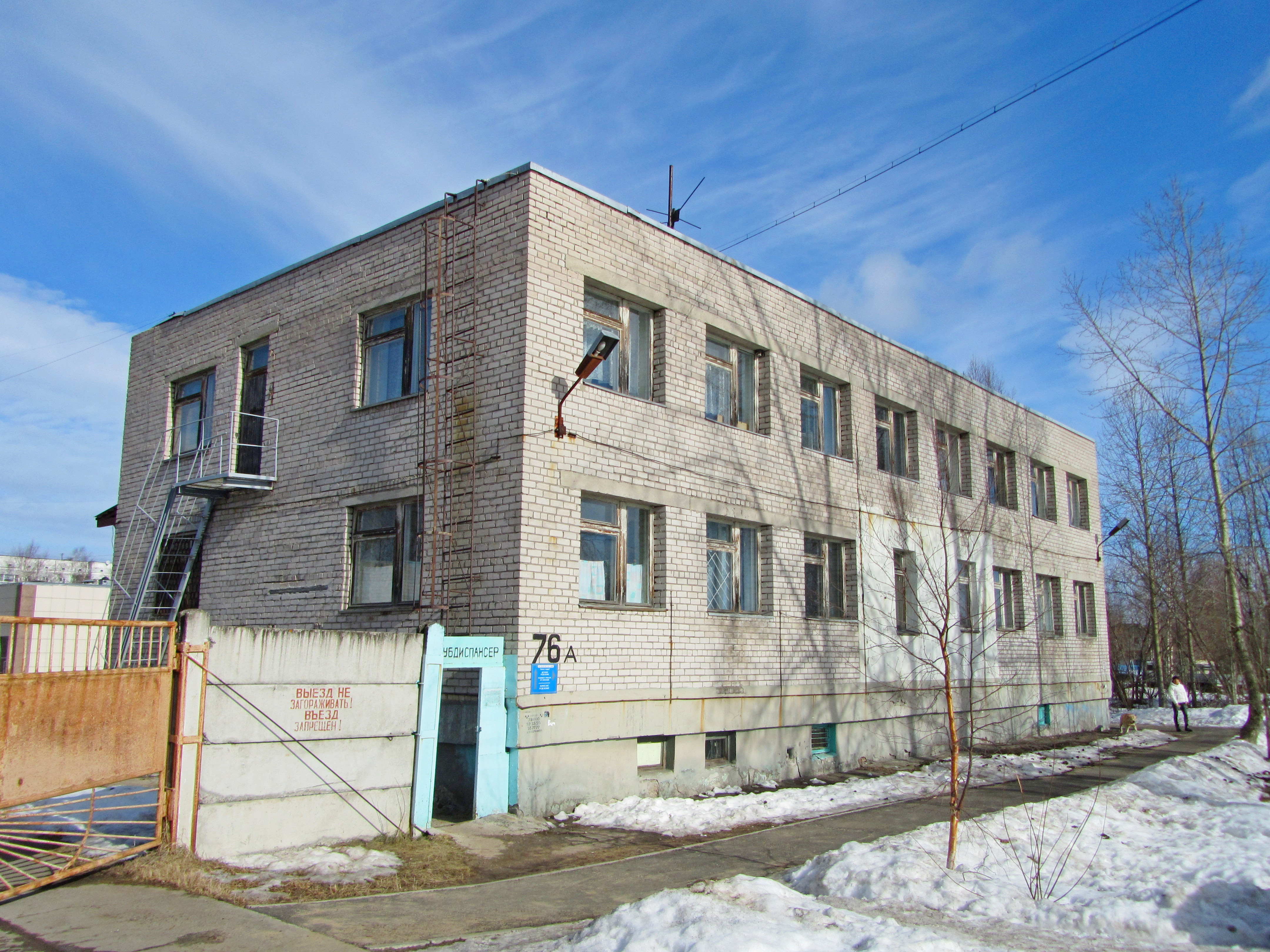
Dispensaire in Sewerodwinsk (2017)

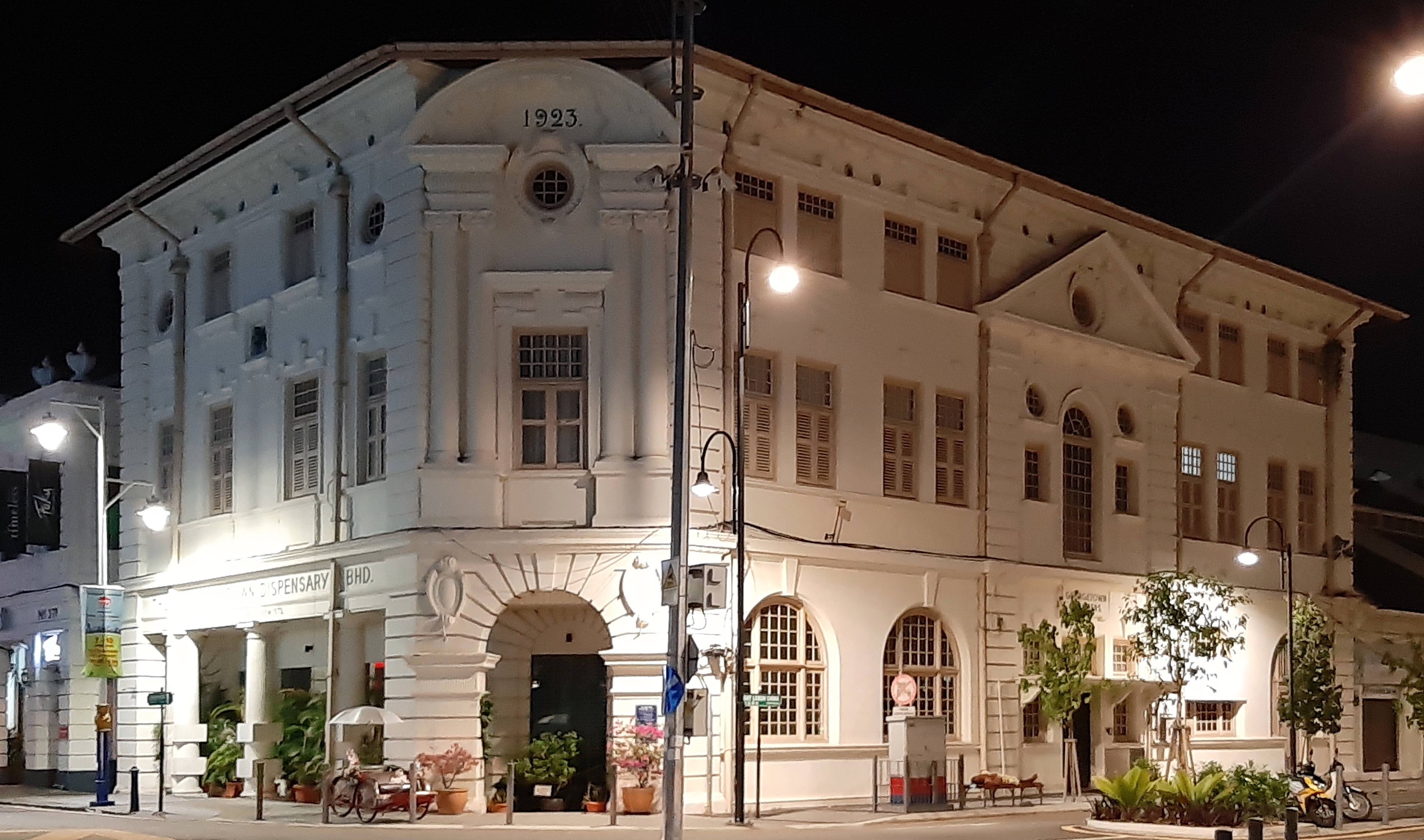
Dispensaire in George Town auf Penang

Ein Dispensaire ist eine Einrichtung zur Betreuung chronisch Kranker. Der Begriff stammt aus dem Französischen und bezeichnete ursprünglich eine Abgabestelle für Medizin an Mittellose (dispenser = abgeben). Von Émile Roux wurde der Begriff für die von ihm 1899 in Lille eingerichtete erste Beratungsstelle für Lungenkranke verwendet.
Im Gesundheitswesen der DDR wurde der Begriff für eine in den 1950er Jahren aus dem sowjetischen Gesundheitswesen übernommene Methode der ambulanten Behandlung in den Polikliniken genutzt, welche
1. die frühzeitige und vollständige Erfassung aller von einer bestimmten Krankheit, wie zum Beispiel Diabetes mellitus oder Rheuma, Bedrohten und Gefährdeten,
2. die Frühbehandlung aller daran Erkrankten sowie
3. die Nachsorge und Rehabilitation

umfasste. Nach der Wende wurden die Rheuma-Dispensaires aufgelöst. Der Begriff Dispensaire wird teilweise weiterhin verwendet.